# Костянтин III (юдик Галлури)
Костянтин III (італ. Constantine III; д/н — 1171/1173) — юдик (володар) Галлурського юдикату у 1146—1161 роках.

## Життєпис
Походив з Торреської гілки династії Лакон-гунале. Син доньки Іттокора I, юдика Галурри. Стосовно батька відсутні відомості. замолоду відзначався ґрунтовною освітою, інтелектом та шляхетністю. 
У 1146 році Костянтин ді Лакон-Гунале повалив Коміту I, захопив трон Галлури. Уклав союз з Арборейським юдикатом, закріпивши шлюбом.
У 1161 році підтримав шварга Баризона II, юдика Арбореї, проти Кальярського юдикату, союзника пізанців. Це сприяичинило повстання знаті, яка за підтримки пізанської республіки повалила Костянтина III, який втік до Арбореї. У 1165 році після укладання загального миру на Сардинії повернувся до галлури. тут трон перейшов до сина Баризона I.
Костянтин став ченцем в одному з монастирів юдикату. Помер колишній правитель у 1171 або 1173 році.

## Родина
Був двічі одруженим: спочатку на Олені, доньці Коміти II, юдика Арбореї. Потім на Сардинії, можливо родички першої дружини. Мав сина Баризона.